# Wehrspeicher Wodarg

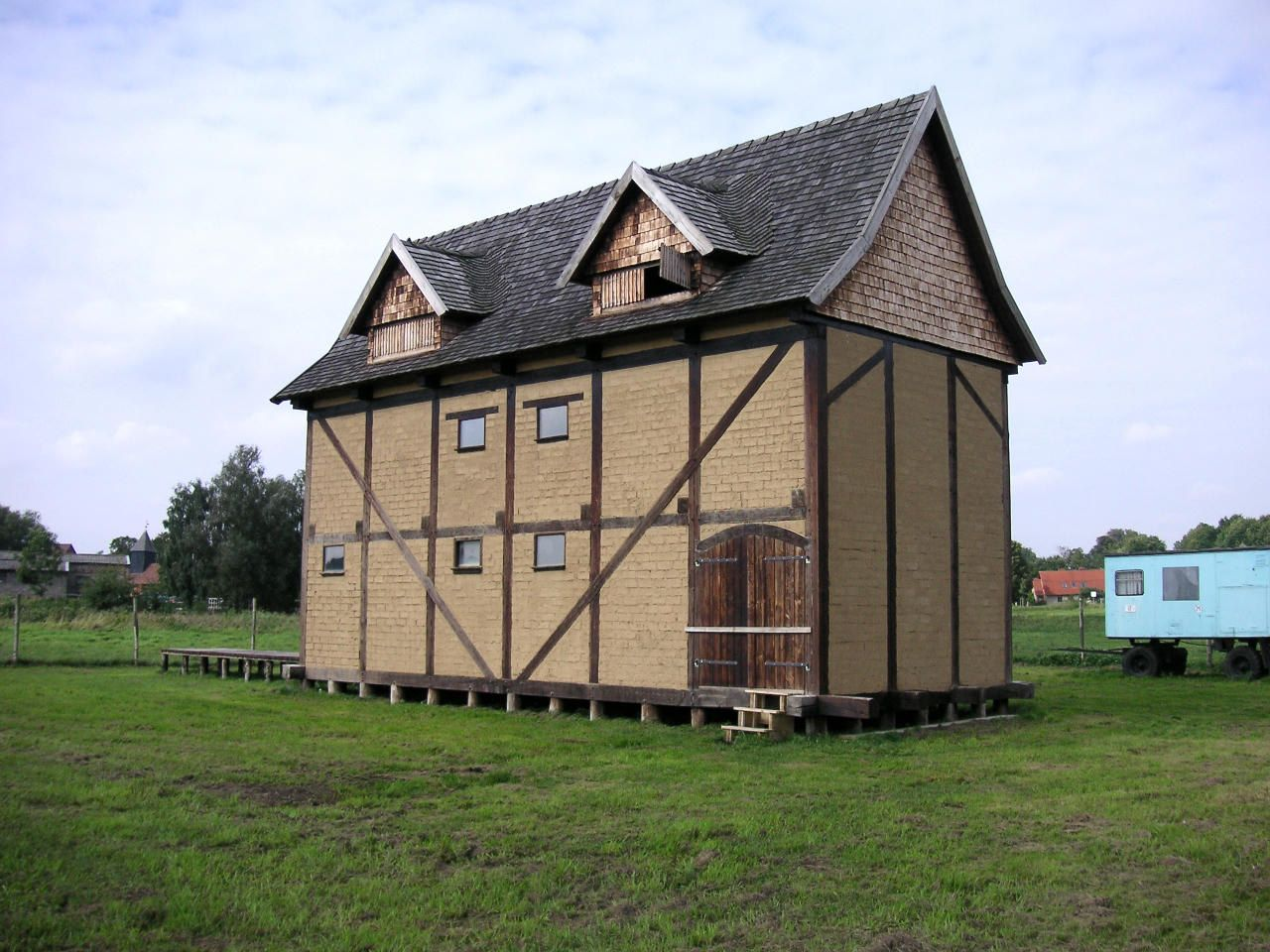
Nachbau des Wehrspeichers (2011)

Der Wehrspeicher von Wodarg, auch als Kemlade Wodarg bezeichnet, ist ein im Verlauf der Bundesautobahn 20 westlich von Wodarg in der Gemeinde Werder (bei Altentreptow) im heutigen Landkreis Mecklenburgische Seenplatte aufgefundenes befestigtes Speichergebäude. Ein anhand des Fundes rekonstruierter Nachbau befindet sich in der Nähe der Burg Klempenow in der Gemeinde Bartow.

## Kemlade Wodarg

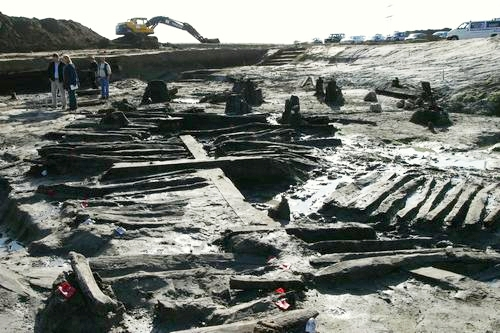
Reste des Wehrspeichers

Im Vorfeld des Baus der Bundesautobahn 20 in Mecklenburg-Vorpommern stießen Archäologen 2003 etwa 1,5 km westlich von Wodarg auf Reste einer jungslawischen Siedlung aus dem 10. bis 12. Jahrhundert, sowie eines hölzernen Wehrspeichers aus späterer frühdeutscher Zeit (Koordinaten: 53° 45′ 4,2″ N, 13° 20′ 1,5″ O). Mittels Dendrochronologie wurde festgestellt, dass das Gebäude um 1300 bis 1301 aus Eichen- und Erlenpfählen errichtet worden ist. Das auch als Kemlade bezeichnete Bauwerk hatte eine Grundfläche von 13,2 × 5,3 Meter und 2 Stockwerke. Es handelte sich um einen Fachwerkbau. Der Wehrspeicher wurde als Vorratsgebäude der Ernteerträge mitten in einem kleinen künstlich angelegten See gedeutet. Der ursprünglich am Ort vorhandene Torf wurde entfernt, eine bis 3,5 m tiefe Pfahlgründung errichtet und das Terrain über einen Stichgraben vom Wodarger See geflutet. Dieser heute nicht mehr existierende See, bei der Schwedischen Landesaufnahme 1697 noch vorhanden, befand sich nördlich des Dorfes Wodarg. Der Wehrspeicher war mit drei Zugangsbrücken vom Festland zu erreichen.
Alle bei den Ausgrabungen gefundenen Holzteile weisen Brandspuren auf. Daher wird davon ausgegangen, dass der Wehrspeicher angegriffen und 1360 niedergebrannt wurde. Dabei stürzte die gesamte Südwand in den See und blieb so am besten erhalten.
Sicherlich hat diese Anlage zur Burg Conerow gehört. Bei den Ausgrabungen stieß man weiterhin auf wertvolle Funde aus Bronze. Man vermutet daher auch, dass die aus mindestens 7 großen Häusern bestehende Siedlung kein normales Bauerndorf gewesen sein kann, sondern Adlige hier ansässig gewesen sein könnten. Nur wenige Kilometer flussabwärts befindet sich die Burg Klempenow. Vielleicht waren beide Burgen eine Art Grenzposten, die sich an Furten von damals wichtigen Handelswegen über die Tollense befanden. Weitere schriftliche Angaben zu diesen Anlagen gibt es nicht. Das 2009 gefundene bronzezeitliche Schlachtfeld an der Tollense steht möglicherweise in Zusammenhang mit einer solchen Furt.
Mit Unterstützung des Landkreises Demmin wurde der vorgefundene hölzerne Wehrspeicher in der Nähe (Koordinaten: 53° 47′ 27,6″ N, 13° 18′ 52,7″ O) von Klempenow bei Bartow rekonstruiert. Der Bau erfolgte im Rahmen von Arbeitsförderungs- und Beschäftigungsmaßnahmen. Vorgesehen ist die Einrichtung eines Museums zur Geschichte des Wehrspeichers und mit Informationen zu den archäologischen Funden aus der Umgebung.